# Big Brother 2 (Magyarország)
A Big Brother 2 a TV2 valóságshowja, a magyarországi Big Brother második szériája, amely 2003. február 2-án indult, és 2003. május 30-án Zsófi győzelmével ért véget. A második évad műsorvezetői is Liptai Claudia és Till Attila voltak. A Nagy Testvér 2 nézettségileg alulmaradt, a rivális valóságshow, a Való Világ 2. évadjával szemben, mivel akkorra már az RTL Klub műsora megerősödött.

## A műsor menete

### Lakók
A második szériában már 14 lakó költözött be a Big Brother házba.
| Név                        | Életkor | Lakhely         | Foglalkozás          |
| -------------------------- | ------- | --------------- | -------------------- |
| Edina (Eőry Edina)         | 37      | Budapest        | asztrológus, sminkes |
| Géza (Szabó Géza)          | 37      | Szeged          | kőműves              |
| Gézu (Csongrádi Géza)      | 23      | Veszprém        | tanuló               |
| Kornélia (Kovács Kornélia) | 24      | Karcag          | Ingatlan ügynök      |
| Lilla (Böszörményi Lilla)  | 23      | Budapest        |                      |
| Linya (Hlinyászky Tamás)   | 27      | Sátoraljaújhely | néptánc-tanár        |
| Mónika (Rádóczi Mónika)    | 24      | Kiskunmajsa     | jogász               |
| Öcsi (Balogh Ferenc)       | 29      | Szolnok         | vendéglátós          |
| Roli (Tátrai Roland)       | 24      | Balatonföldvár  | tanuló               |
| Sanya (Darmos Sándor)      | 26      | Edelény         | vállalkozó           |
| Szilvi (Szekeres Szilvia)  | 29      | Érd             |                      |
| Timi (Lissek Tímea)        | 29      | Pécel           |                      |
| Viola (Gáti Viola)         | 19      | Budapest        | tanuló               |
| Zoli (Zoltán)              | 25      | Tatabánya       | felszolgáló          |
| Zsófi (Tóth Zsófia)        | 22      | Debrecen        | tanuló               |

### Döntések
| Lakók            | 1. hét         | 3. hét               | 5. hét               | 6. hét               | 8. hét               | 9. hét               | 11. hét                     | 12. hét                | 14. hét                | 15. hét                | 16. hét Finálé         |  |
| ---------------- | -------------- | -------------------- | -------------------- | -------------------- | -------------------- | -------------------- | --------------------------- | ---------------------- | ---------------------- | ---------------------- | ---------------------- |  |
|                  |                |                      |                      |                      |                      |                      |                             |                        |                        |                        |                        |  |
| Zsófi            | Edina Szilvi   | Zoli Mónika          | Zoli Mónika          | –                    | Mónika Kornélia      | –                    | Kornélia Mónika             | Mónika Kornélia        | Kornélia Viola         | Viola Roli             | Győztes (118 nap)      |  |
| Linya            | Timi Szilvi    | Mónika Zoli          | Zoli Lilla           | –                    | Lilla Sanya          | Sanya Öcsi           | Sanya Viola                 | –                      | Viola Kornélia         | Viola Roli             | 2. helyezett (118 nap) |  |
| Roli             | Géza Zoli      | Kornélia Zoli        | Géza Zoli            | –                    | Zsófi Linya          | –                    | Mónika Kornélia             | –                      | Kornélia Zsófi         | Zsófi Gézu             | 3. helyezett (118 nap) |  |
| Gézu             | Szilvi Timi    | Szilvi Géza          | Szilvi Géza          | –                    | Lilla Sanya          | –                    | Viola Sanya                 | –                      | Viola Kornélia         | Viola Roli             | 4. helyezett (118 nap) |  |
| Viola            | Még nem lakó   | Még nem lakó         | Még nem lakó         | Még nem lakó         | Még nem lakó         | Még nem lakó         | Linya Kornélia              | –                      | Linya Kornélia         | Linya Zsófi            | Kiszavazott (15. hét)  |  |
| Kornélia         | Edina Zoli     | Zoli Edina           | Zoli Roli            | –                    | Roli Öcsi            | –                    | Zsófi Linya                 | –                      | Viola Roli             | Kiszavazott (14. hét)  | Kiszavazott (14. hét)  |  |
| Mónika           | Edina Kornélia | Edina Gézu           | Zsófi Gézu           | –                    | Zsófi Gézu           | –                    | Zsófi Gézu                  | –                      | Kiszavazott (13. hét)  | Kiszavazott (13. hét)  | Kiszavazott (13. hét)  |  |
| Sanya            | Géza Edina     | Zoli Edina           | Zoli Géza            | –                    | Linya Öcsi           | –                    | Linya Mónika                | Kiszavazott (12. hét)  | Kiszavazott (12. hét)  | Kiszavazott (12. hét)  | Kiszavazott (12. hét)  |  |
| Öcsi             | Edina Géza     | Gézu Zoli            | Géza Zoli            | Linya Zoli           | Zsófi Lilla          | –                    | Kiszavazott (10. hét)       | Kiszavazott (10. hét)  | Kiszavazott (10. hét)  | Kiszavazott (10. hét)  | Kiszavazott (10. hét)  |  |
| Lilla            | Szilvi Timi    | Zoli Géza            | Géza Kornélia        | –                    | Gézu Linya           | Kiszavazott (9. hét) | Kiszavazott (9. hét)        | Kiszavazott (9. hét)   | Kiszavazott (9. hét)   | Kiszavazott (9. hét)   | Kiszavazott (9. hét)   |  |
| Szilvi           | Kornélia Gézu  | Gézu Kornélia        | Gézu Sanya           | –                    | Kizárva (8. hét)     | Kizárva (8. hét)     | Kizárva (8. hét)            | Kizárva (8. hét)       | Kizárva (8. hét)       | Kizárva (8. hét)       | Kizárva (8. hét)       |  |
| Zoli             | Timi Roli      | Gézu Linya           | Linya Roli           | –                    | Kiszavazott (7. hét) | Kiszavazott (7. hét) | Kiszavazott (7. hét)        | Kiszavazott (7. hét)   | Kiszavazott (7. hét)   | Kiszavazott (7. hét)   | Kiszavazott (7. hét)   |  |
| Géza             | Edina Gézu     | Zoli Gézu            | Zoli Gézu            | Kiszavazott (6. hét) | Kiszavazott (6. hét) | Kiszavazott (6. hét) | Kiszavazott (6. hét)        | Kiszavazott (6. hét)   | Kiszavazott (6. hét)   | Kiszavazott (6. hét)   | Kiszavazott (6. hét)   |  |
| Edina            | Kornélia Géza  | Kornélia Zoli        | Kiszavazott (4. hét) | Kiszavazott (4. hét) | Kiszavazott (4. hét) | Kiszavazott (4. hét) | Kiszavazott (4. hét)        | Kiszavazott (4. hét)   | Kiszavazott (4. hét)   | Kiszavazott (4. hét)   | Kiszavazott (4. hét)   |  |
| Timi             | Zoli Lilla     | Kiszavazott (2. hét) | Kiszavazott (2. hét) | Kiszavazott (2. hét) | Kiszavazott (2. hét) | Kiszavazott (2. hét) | Kiszavazott (2. hét)        | Kiszavazott (2. hét)   | Kiszavazott (2. hét)   | Kiszavazott (2. hét)   | Kiszavazott (2. hét)   |  |
|                  |                |                      |                      |                      |                      |                      |                             |                        |                        |                        |                        |  |
| Közönségszavazás | Sanya Timi     | Edina Kornélia       | Szilvi Kornélia      |                      | Gézu Lilla           |                      | Gézu Sanya                  | Nincs közönségszavazás | Nincs közönségszavazás | Nincs közönségszavazás |                        |  |
| Jelöltek         | Timi Edina     | Edina Gézu Zoli      | Géza Zoli            | Zoli Linya           | Lilla Gézu           | Öcsi Sanya           | Sanya Mónika Linya Kornélia | Mónika Kornélia        | Kornélia Linya Viola   | Viola Roli             |                        |  |
| Kiszavazott      | Timi 55,2%     | Edina 46,7%          | Géza 55,5%           | Zoli 53,7%           | Lilla 52,2%          | Öcsi                 | Sanya                       | Mónika 50,7%           | Kornélia               | Viola                  |                        |  |

A finálét 2003. május 30-án rendezték, ahol Zsófi, Linya, Gézu és Roli küzdött a főnyereményért. A negyedik és a harmadik helyezett kihirdetésekor, a legkevesebb szavazatot Gézu és Roli kapta, így nekik kellett elsőként távozniuk a házból, a fináléban. A végső eredményhirdetéskor Linya a szavazatok kevesebb százalékát kapta, így a Big Brother második szériáját végül Zsófi nyerte. Nyereménye 20 millió forint volt.

## Készítése
A műsor helyszínéül az előző szériában megismert Kőbányán, a Budapesti Nemzetközi Vásárközpont (Hungexpo) területén álló könnyűszerkezetes épület szolgált.

### Adásidő
A második széria főműsoridőben került a képernyőre, 12-es korhatárral.